# Michael Thurgur
Michael „Mike“ Thurgur (* 1938 oder 1939) ist ein ehemaliger englisch-walisischer Squashspieler.

## Karriere
Michael Thurgur war von Ende der 1960er- bis Anfang der 1980er-Jahre als Squashspieler aktiv. Mit der englischen Nationalmannschaft nahm er 1974 an den Europameisterschaften teil und gewann mit ihr nach einem 5:0-Finalsieg gegen Schottland auch den Titel. Thurgur setzte sich in seiner Partie in drei Sätzen durch. Bereits 1970 hatte er zum Kader der Nationalmannschaft gehört. 1968 und 1971 erreichte er das Achtelfinale der British Open. Bei den ebenfalls als Weltmeisterschaft ausgetragenen British Open 1976 zog er in die zweite Runde ein.
Thurgur arbeitete als Schullehrer. Er ließ sich im Alter von 60 Jahren bei Bishop’s Castle nieder und war auch nach seiner Karriere im Erwachsenenbereich als Squashspieler bei den Senioren aktiv. 1992 gewann er die britische Meisterschaft in der Altersklasse Ü50. 2001 wurde er in der Altersklasse Ü60 sowohl britischer Meister als auch Weltmeister. Bei den Weltmeisterschaften trat er dabei unter walisischer Flagge an.

## Erfolge
- Europameister mit der Mannschaft: 1974